# 北新华街
39°54′13″N 116°23′02″E / 39.9035948°N 116.3840186°E
北新华街是位于中国北京市西城区东部的一条大街。

## 简介
北新华街北起西长安街，南到和平门。北端连接府右街，南端连接南新华街。明朝时，此处是一条排水的渠道，称“化石桥大沟渠”。
化石桥大沟是在明朝兴建北京城时，利用原有的天然河道开凿的减水河，其功能是在汛期将三海的洪水分流至护城河，平时则排出两岸的生活污水及雨水。大沟总长度大约1公里，为南北走向，位于北端的沟首分为两个汊沟，分别在六部口和如今北京音乐厅对面的双栅栏胡同。据文献记载，明清时期，两个汊沟各有一个一至两亩地大小的水塘，分别称为“南泡子”和“北泡子”。两个汊沟在今东绒线胡同、西绒线胡同交口处位置汇合后，向南穿过化石桥水关（今和平门的位置），进入前三门护城河。干渠宽丈余，护坡以虎皮石砌筑。为便于附近居民往来，沟上兴建了两座石桥。
化石桥大沟汇集了北京皇城以西的大片地区以及大沟两侧居民的生活污水和雨水，排入护城河。清朝末年，大沟年久失修。到中华民国初年，护坡大多已经垮塌，沟内填满垃圾、渣土，过水能力大幅减弱，每逢汛期，水便溢出沟槽。
中华民国时期，北京城的明沟渠多改为暗沟。1913年，化石桥大沟渠也改为暗沟。1918年，在原沟渠上兴建了大道，在正阳门与宣武门之间的北京内城南城墙上开辟一个约三、四十米宽的豁口，建成了两个对称的拱券形门洞，每券高13米、宽10米，还装有红漆铁门，拱券门上方增高为平顶增檐，墙体两面加厚如同城台状。1927年竣工启用，初名“新华门”，北新华街便是因为位于新华门以北而得名。北伐战争后，当局采“中正和平”之意，将新华门更名为“和平门” ，以区别于北京皇城南墙中南海宝月楼下开辟的新华门。该门的开辟，使南新华街、北新华街连为一线。1958年，和平门被拆除，改为倒“八”字形的城墙豁口。1960年代修建北京地铁及前三门大街时，豁口的城墙也被拆掉，从而成为宽阔的道路。
北新华街地下的砖砌暗沟下水道，于1966年春节前被改造为一条3米见方的混凝土方涵。在改造工程施工时，挖出了大量过去用于化石桥大沟的石条、虎皮石护坡、桥基。
北京音乐厅是北新华街上最大的公共娱乐设施。其前身为1921年匡荣钟创办的中央电影院。由于当时的土地所有人为美国青年会，匡荣钟乃同美方签约租期50年。1952年，美国在华资产遭到没收，该电影院收归国有。1960年，改为北京音乐厅。1979年拆除重建，1980年竣工并交付使用。
北新华街112号的张廷阁宅，是一座典型的四合院，南门开在西交民巷87号，北到后细瓦厂胡同。此处原为北京双合盛五星啤酒厂的创办人张廷阁的住宅，建于中华民国初年，为三进院落，坐北朝南，其中东院为住宅，西院为花园，院内的石刻、石雕、太湖石多是圆明园的遗物。1984年被列为北京市文物保护单位。